# Гарін Володимир Миколайович
Гарін (Горін) Володимир Миколайович (рос. Владимир (Иван) Николаевич Гарин (Жебенев), 1896–1940) — начальник Управління НКВС Татарської АРСР, старший майор державної безпеки (1935).

## Біографія
Народився в українській родині священика. Освіта 3 класу бурси в Харкові в 1910, художнє училище по класу архітектурного креслення. Кресляр у приватного харківського архітектора з 1912 до 1914. У царській армії рядовий і старший унтер-офіцер кулеметної команди 238-го Ветлузького піхотного полку.
У Червоній гвардії з 1917 по 1918. Потім комісар фінансів Золотоноського повіту Полтавської губернії. У 1919 вступив в РКП(б), з цього ж року розпочав службу в органах державної безпеки. До 1929 заступник начальника Особливого відділу контррозвідувального управління ГПУ УРСР, начальник Секретно-оперативного управління. З 1930 до 1931 заступник повноважного представника ОГПУ при РНК СРСР по Східно-Сибірському краю, потім до 1933 заступник повноважного представника ОГПУ при РНК СРСР по Північно-Кавказькому краю. З 1933 заступник повпреда ОДПУ в Татарії, з 1934 до 1936 нарком внутрішніх справ Татарської АРСР. Заступник начальника УНКВД по Ленінградській області. З 1938 начальник Сорокського залізничного табору НКВС у Карелії. Помер у квітні 1940 року, похований у Москві на Новодівочому кладовищі.